# Katalin Parragh
Katalin Parragh (Pécs, 22 de enero de 1972) es una deportista húngara que compitió en judo. Ganó dos medallas de plata en el Campeonato Europeo de Judo en los años 1988 y 1990.
Participó en los Juegos Olímpicos de Barcelona 1992, donde finalizó vigésima en la categoría de –52 kg.

## Palmarés internacional
| Campeonato Europeo | Campeonato Europeo | Campeonato Europeo | Campeonato Europeo |
| Año                | Lugar              | Medalla            | Categoría          |
| ------------------ | ------------------ | ------------------ | ------------------ |
| 1988               | Pamplona (España)  | Medalla de plata   | –48 kg             |
| 1990               | Fráncfort (RFA)    | Medalla de plata   | –52 kg             |